# كهف السباحين

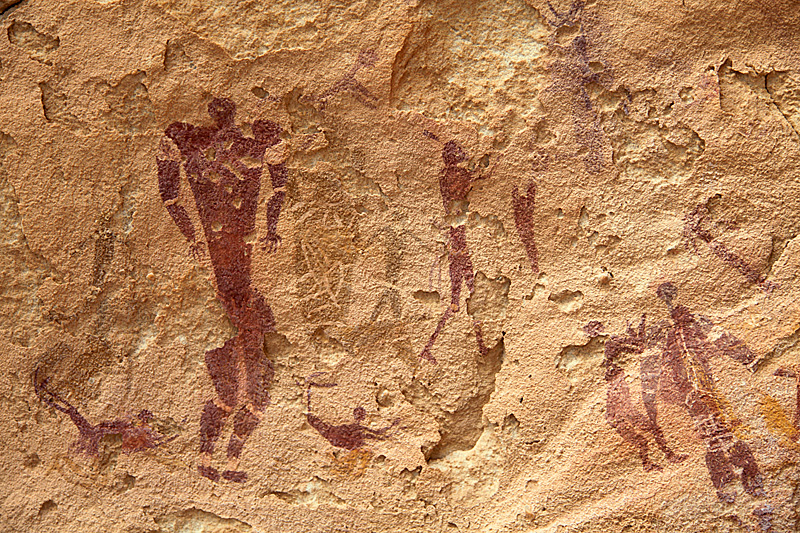

كهف السباحين هو كهف يقع في هضبة الجلف الكبير في الصحراء الغربية، يقي في محافظة الوادي الجديد جنوب غرب مصر بالقرب من الحدود مع ليبيا. تم اكتشاف الكهف في أكتوبر 1933 من قِبل المستكشف المجري لازلو ألماسي ويحتوي الكهف على رسومات لأشخاص يسبحون نقشت على الصخور منذ أكثر من 10.000 سنة مضت أثناء العصر الجليدي الحديث.
تم الإشارة لهذا الكهف في رواية المريض الإنكليزي، كما تم تصويره، وليس في الكهف نفسه، ضمن أحداث الفيلم